# 原回力球馆
39°08′02″N 117°11′50″E / 39.1339361°N 117.1972663°E原回力球馆坐落于天津意租界马可波罗路（今河北区民族路47号），兴建于1933年至1934年間，又作為第一工人文化宫，曾是天津最大的赌场。为重点保护等级历史风貌建筑。回力球馆由意大利商富马加里创办，是借回力球运动赌博的场所，内部还设有赛场、餐厅、休息室等，是当时华北地区最大的室内游乐场。 现为马可波罗俱乐部。

## 建筑风格和球场结构
回力球馆为意大利建筑师鲍乃弟和瑞士人凯思乐设计，由孟特劳克公司施工。为四层钢混结构楼房，立面设计强调竖向构图，大门入口的门厅上方有八角形塔楼，该塔楼在1976年地震中损毁，于2008年恢复。檐部和窗台下方有以球赛运动为题材的带形浮雕。是一座摩登造型的后现代建筑。室内球场北面为白色高墙，南面和西面为二层楼的看台。和回力球馆相连的是一座小楼，小楼大门的台阶处设有一排小窗口来出售号码和兑奖，赌客便在这里买号作为门票和赌票。赌票分为独赢、双独赢、位置票联猜券等种类。当时出场的回力球球员被编为1—6号，如果买到冠军球员号码的就可以得到彩金。

## 历史沿革

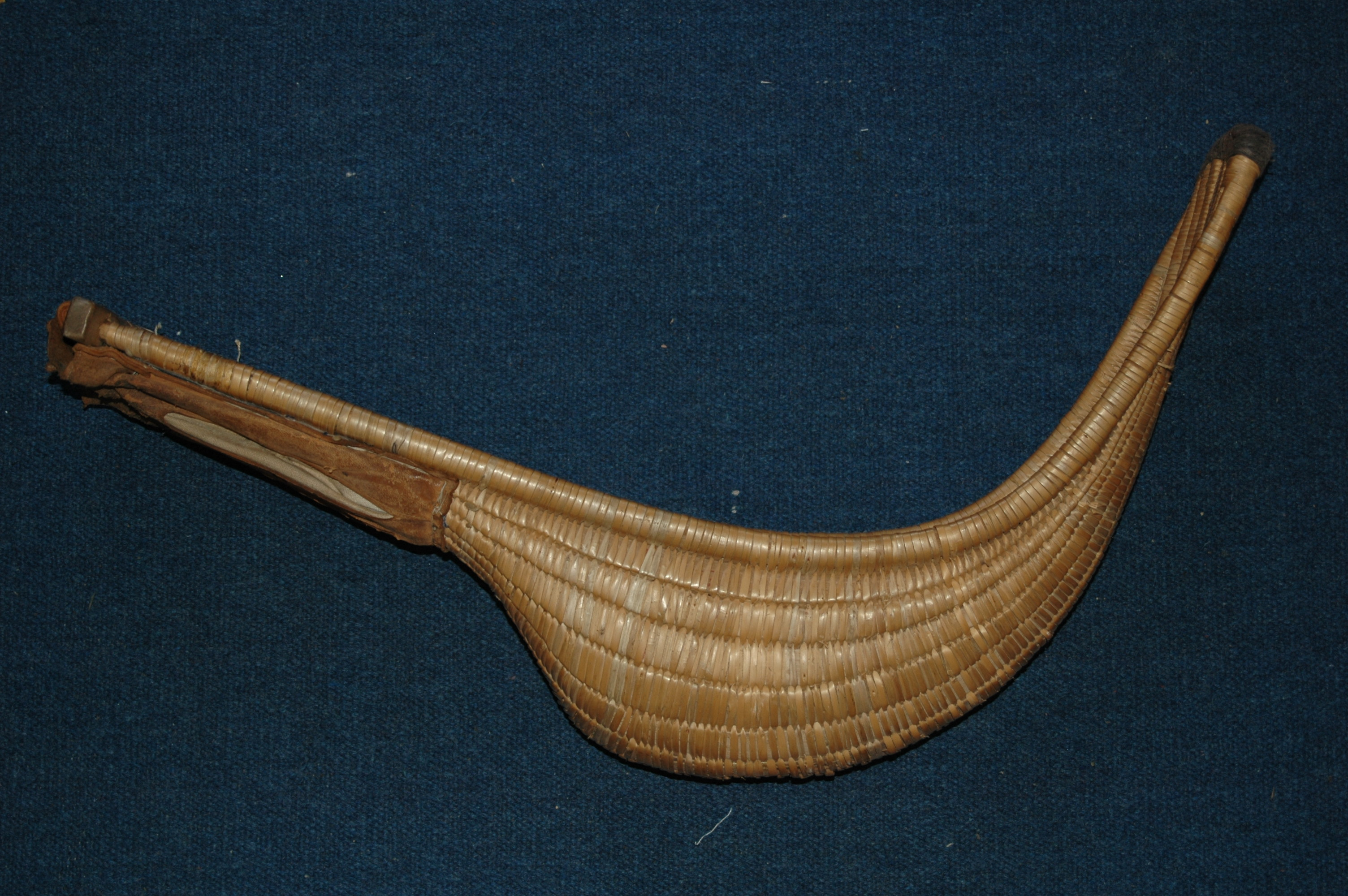
回力球中的捧兜(The xistera)

1931年，曾任意大利驻华公使的齐亚诺来到天津与当时意大利驻天津领事查璧商讨如何增加租界收入，由于当时上海的回力球场开设以后经营良好且获利颇丰，他们便决定在天津建一所回力球馆。之后，查璧从上海回力球场找来意大利人傅家烈和当时素有“球王”之称的乔尔贵协助建设。同时，由天津意国领事馆和天津意租界工部局分头向天津意租界内的国内外富商们发动集资。天津意租界工部局的翻译郭志卿让当时在天津意租界工部局担任咨议的杨豹灵和孙俊卿二人出面在一些下野军阀、官僚买办、商豪富贾当中活动并集资。1933年，国内外股东已集资40余万元；同年，回力球场招标兴建。
1934年8月，义商运动场大楼落成。9月20日的天津《大公报》以一个整版的版面宣传义商运动场正式开业。当时的的广告语为：“世界上最快速度之球戏”。1936年意大利回力球馆竣工开业，取名为“天津意商运动场”。
1942年，瑞士籍犹太商人李亚溥接管回力球场，改名为“海莱运动场”，仍然是作设赌抽头的生意。抗日战争胜利后停业。
1949年1月1日，中国人民解放军接管了意大利回力球馆，并拨给了天津市总工会。随后，天津工会工人俱乐部在这里成立。中华人民共和国成立后，由关颂坚和凯思乐主笔改建为工人文化宫。1950年，天津市第一工人文化宫剪彩对外开放，成为全国第一家工人文化宫。周恩来总理赠予图书一部。时任天津市人民政府市长俞启威、天津市政协主席黄火青为其亲笔题词。1954年，第一届天津市人民代表大会就在此召开。
1958年，天津市工会拨款200余万元，将原来占地3453平方米的建筑地基扩充到13400平方米并扩建了设有2400座位的剧场、图书馆和游艺厅。1994年，天津市第一工人文化宫改办一宫娱乐城。
2007年，马可波罗产业文化有限公司投入3000万元把原来的大剧场结构改造成75个KTV包间和一个可容纳1000人的演艺中心至今。

## 艺术活动
曾经在回力球馆登场的艺术家有：
- 梅兰芳
- 马连良
- 程砚秋

曾经在回力球馆上演的演出有：
- 京剧《奇双会》、《贵妃醉酒》、《十老安刘》[6]
- 歌剧《茶花女》
- 话剧《日出》、《六号门》、《椰林怒火》
- 芭蕾舞剧《白毛女》、《红色娘子军》
- 苏联舞蹈《小马车舞》

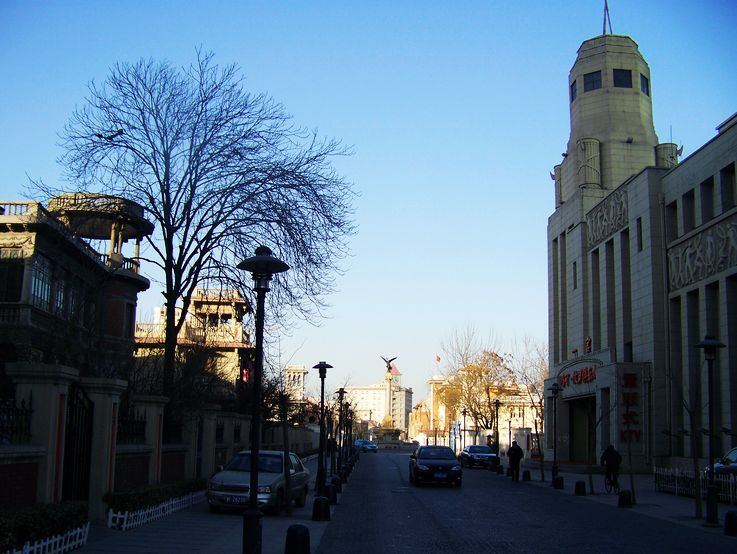
原回力球馆侧面

- 大型演出《人民公社万岁》、《无产阶级文化大革命万岁》、《抗日凯歌》、《抗洪凯歌》[6]

## 现状
马可波罗俱乐部建筑面积达1万平米，共有四层，设有娱乐、餐饮、宾馆等设施，在2007年的改造中对原回力球馆的外延进行了整修，重新修复了八角形塔楼，恢复了原意大利回力球馆的风貌特色。